# Mitrella eximia
Mitrella eximia là một loài ốc biển, là động vật thân mềm chân bụng sống ở biển trong họ Columbellidae.

## Miêu tả
Loài này có kích thước giữa 6 mm and 12 mm

## Phân bố
Loài này phân bố ở Biển Đỏ và dọc theo Malaysia và Philippines